# 4641 Ayako
A 4641 Ayako a Naprendszer kisbolygóövében található aszteroida. Kin Endate,  Vatanabe Kazuró fedezte fel 1990. augusztus 30-án.